# ویورویل (کالیفرنیا)
ویورویل (به انگلیسی: Weaverville) یک منطقهٔ مسکونی در ایالات متحده آمریکا است که در شهرستان ترینیتی، کالیفرنیا واقع شده‌است. ویورویل ۲۶٫۹۹۹ کیلومتر مربع مساحت و ۳٬۶۰۰ نفر جمعیت دارد و ۶۲۵ متر بالاتر از سطح دریا واقع شده‌است.